# 漂流老人
漂流老人（ひょうりゅうろうじん）とは現代社会において増加している老人の一形態。最期が近くなっている老人ではあるものの、定住するべき場所が存在していない老人のことであり社会問題となっている。彼らは自宅を追われる形で施設に入居することになったものの、それは短期入所であるなどで施設の入退所を繰り返し各地を転々としている。漂流老人となっている者の中にはホームレスに至っているような者も存在する。このような老人が増えている原因としては世話をする家族が存在していないことや、施設の不足などが考えられている。